# Staatse Raad van Vlaanderen
De Staatse Raad van Vlaanderen was van 1599 tot 1795 het rechtscollege in Staats-Vlaanderen en was gevestigd in Middelburg. 
Toen tijdens de Tachtigjarige Oorlog een klein deel van het graafschap Vlaanderen in handen viel (of bleef) van het Staatse leger nam deze Raad in dit gebied de rol over van de Raad van Vlaanderen in Gent. 
De Raad verdween in 1795 toen Frankrijk de Zuidelijke Nederlanden annexeerde.  Staats-Vlaanderen werd een deel van het Scheldedepartement.  

## Referentie
- Marie-Charlotte Le Bailly (2007) - Staatse Raad van Vlaanderen te Middelburg (1599-1795), de hoofdlijnen van het procederen in civiele zaken zowel in eerste instantie als in hoger beroep, Stichting OVR en Uitgeverij Verloren - ISBN 978 90 6550 968 0